# Dragan Samardžić (voetballer)
Dragan Samardžić  (5 oktober 1946 – 28 november 2022) was een Joegoslavisch voetballer die als  doelman speelde. Hij kwam van 1976 tot 1980 uit voor Willem II. Anno 2014 was hij werkzaam als adviseur van de burgemeester van Novi Sad.